# فرودگاه آبی آرنپریور
فرودگاه آبی آرنپریور (به انگلیسی: Arnprior Water Aerodrome) یک فرودگاه همگانی است که یک باند فرود آب دارد. این فرودگاه در کشور کانادا قرار دارد و در ارتفاع ۱۰۱ متری از سطح دریا واقع شده‌است.